# Karabin maszynowy SIG 710-3
SIG 710-3 – szwajcarski uniwersalny karabin maszynowy. Produkowany wyłącznie na eksport.

## Historia
W 1943 roku w zakładach zbrojeniowych Waffenfabrik (W+F) i Schweizerische Industrie Gesellschaft (SIG) rozpoczęto na zlecenie armii szwajcarskiej prace nad uniwersalnym karabinem maszynowym, następcą używanych przez szwajcarską armię ckm-ów Maxim i rkmów Furrer M25. Konstruktorzy obu firm postanowili oprzeć konstrukcję projektowanej broni na niemieckim ukm-ie MG 42.
W 1950 roku do uzbrojenia armii szwajcarskiej przyjęto karabin maszynowy skonstruowany przez W+F (pod oznaczeniem Mg. 51). Spowodowało to wstrzymanie prac w zakładach SIG, ale w 1955 roku firma ta postanowiła uzupełni swoją ofertę o ukm. Projekt nowej broni oparto na konstrukcji prototypu Mg. 45 opracowanego dla armii szwajcarskiej.
Pierwsza wersja SIG 710-1 była zasilana nabojem 6,5 × 55 mm (używanym w Szwecji), druga SIG 710-2 strzelała nabojem 7,92 x 57 mm Mauser, ale ostatecznie do produkcji seryjnej skierowano wersję kalibru 7,62 × 51 mm NATO oznaczoną jako SIG 710-3.
Prototyp wersji 710-3 był gotowy w połowie lat 60. ale nowy ukm początkowo nie znalazł nabywców. Dopiero kilka lat później został przyjęty do uzbrojenia armii Boliwii, Brunei i Chile.

## Opis
SIG 710-3 jest bronią samoczynną. Zasada działania oparta na odrzucie zamka półswobodnego. SIG 710-3 strzela z zamka otwartego. Zamek składa się z tłoka zaporowego, trzonu zamkowego i ruchomej tulei zamkowej połączonej suwliwie z trzonem. Kształt części zamka jest tak dobrany, że podczas strzału przemieszczenie trzonu zamkowego jest kilkakrotnie większe niż tłoka zaporowego. Pozorną masę zamka dodatkowo zwiększa poruszająca się do przodu w momencie strzału tuleja zamkowa (tzw. wyrzut zamka). Wyciąg sprężynujący znajduje się w tłoku zaporowym, wyrzutnik odchylny jest umieszczony w tylnej części podstawy donośnika (łuski wyrzucane są do dołu). Mechanizm uderzeniowy bijnikowy, rolę bijnika pełni trzon zamkowy. Mechanizm spustowy tylko do ognia ciągłego. Bezpiecznik nastawny, włączony bezpiecznik unieruchamia zaczep zamka.
SIG 710-3 jest bronią zasilaną przy pomocy metalowej taśmy segmentowej z ogniwami otwartymi DM1 lub rozsypnej taśmy M13 (standardowa taśma NATO). Zmiana rodzaju taśmy wymaga wymiany podstawy donośnika i przycisku donośnika (obie części można wymienić w ok. 60 s). Jeśli broń jest używana jako rkm, taśma o pojemności 50 naboi jest umieszczona w cylindrycznym pojemniku mocowanym do lewej strony komory zamkowej. Zasilanie lewostronne, donośnik przesuwakowy napędzany rolką umieszczoną na trzonie zamkowym, taśma przesuwa się zarówno przy odrzucie jak i przy powrocie zamka.
Lufa szybkowymienna, zakończona szczelinowym tłumikiem płomienia, umieszczona w osłonie. Pod osłoną, za urządzeniem wylotowym umieszczony jest dwójnóg. Broń może być wyposażona w lufę lekką (jako rkm), ciężką (jako ckm) lub specjalną (do strzelania amunicją ślepą).
SIG 710-3 wyposażony jest w chwyt pistoletowy, oraz odłączany dwójnóg. Kolba stała, drewniana lub metalowa. Przyrządy celownicze mechaniczne (celownik krzywiznowy 100–1200 m).
W wersji ckm, SIG 710-3 jest montowany na trójnogu SIG L810. Jest to podstawa sprężysta (po pierwszym strzale broń jest odrzucana do tyłu, następny strzał pada zanim broń wróci do przedniego położenia). Wysokość podstawy można zmieniać w przedziale 305–700 mm. Kąt ostrzału z podstawy w poziomie 800 tysiącznych, w pionie 500 tysiącznych. Podstawa po złożeniu ma wymiary 82 × 46 × 27 cm i jest przenoszona na plecach.